# Puntarenas FC
Maillots
Le Puntarenas FC est un club de football costaricien basé à Puntarenas fondé en 2002. Le club est le successeur de l'Asociación Deportiva Municipal Puntarenas.

## Palmarès
- Championnat du Costa Rica
  - Vice-champion : 2009

- Copa Interclubes UNCAF :
  - Vainqueur : 2006